# Westfield Mall of the Netherlands

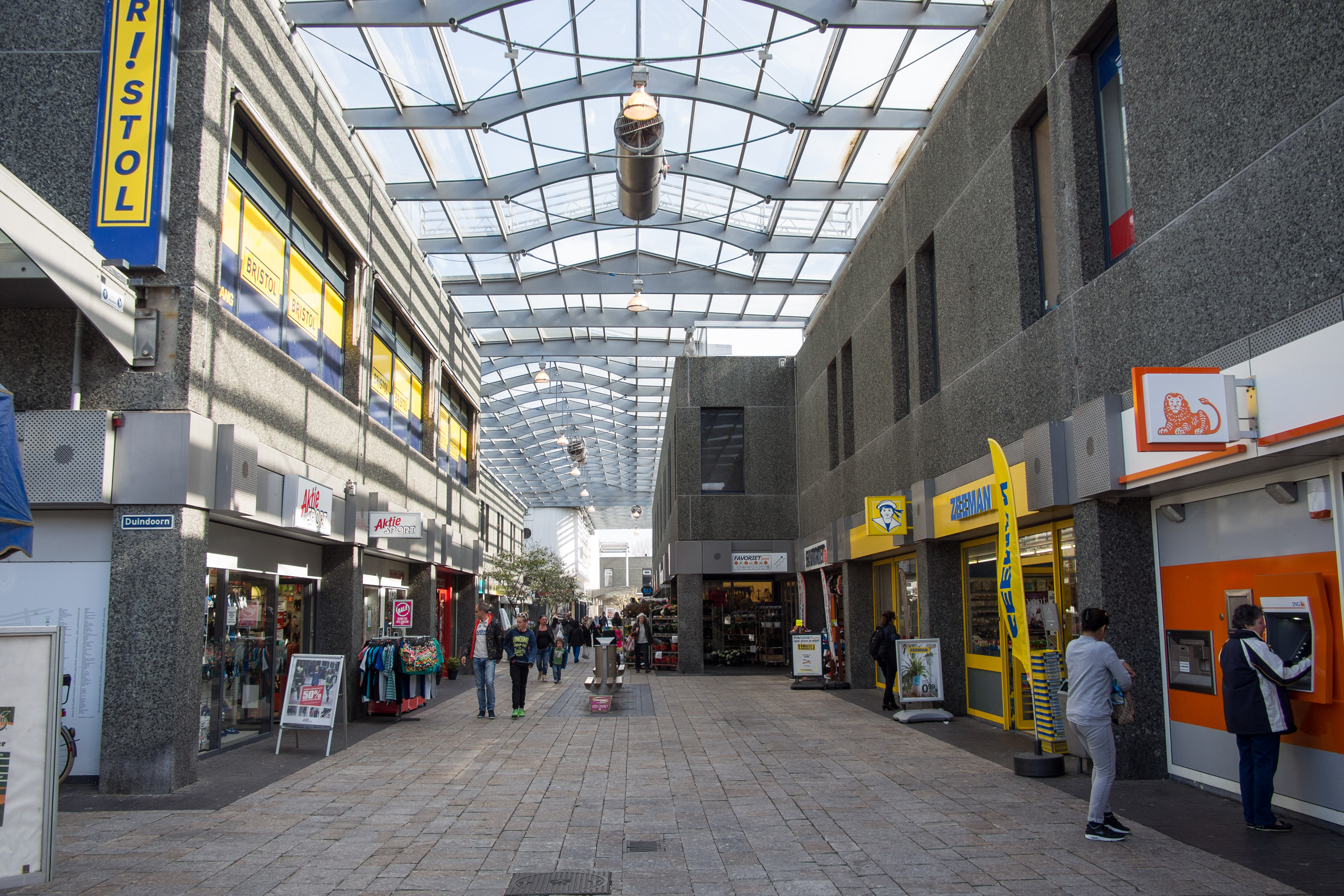
2016

Westfield Mall of the Netherlands (ook Mall of the Netherlands) is een winkelcentrum in de Nederlandse plaats Leidschendam. Het winkelcentrum is geheel overdekt en omvat ongeveer 200 winkels en 3000 parkeerplaatsen. Tot de verbouwing van 2017 heette het winkelcentrum Leidsenhage.

## Geschiedenis

### Leidsenhage 1971–2017
Leidsenhage werd op 23 september 1971 geopend: het winkelcentrum bestond toen uit autovrije straten zonder overkapping. Eind jaren '70 werd daar een kantorencomplex van 29.000 m² aan toegevoegd. In 1998 werd de uitbreiding aan het Liguster opgeleverd waarbij parkeerplaatsen ruimte maakten voor een parkeergarage en winkelpanden, zodat het winkelaanbod kon worden vergroot.
In de jaren daarna heeft er geen noemenswaardige uitbreiding of renovatie meer plaatsgevonden, waardoor het centrum ten opzichte van vergelijkbare locaties in de regio verouderd raakte. Mede door economische teruggang na 2008 door de kredietcrisis, was er geleidelijk steeds meer leegstand. 

#### Wandschilderingen
Vanaf de renovatie in 1998 waren de wanden van de parkeergarage van Leidsenhage gedecoreerd met acht metershoge wandschilderingen van de Nederlandse rockzanger en kunstschilder Herman Brood. Unibail-Rodamco-Westfield, de eigenaar van de garage, verwijderde de decoraties in 2011 en schonk ze aan het Herman Brood Museum in Wageningen. Hieronder een aantal van deze werken.

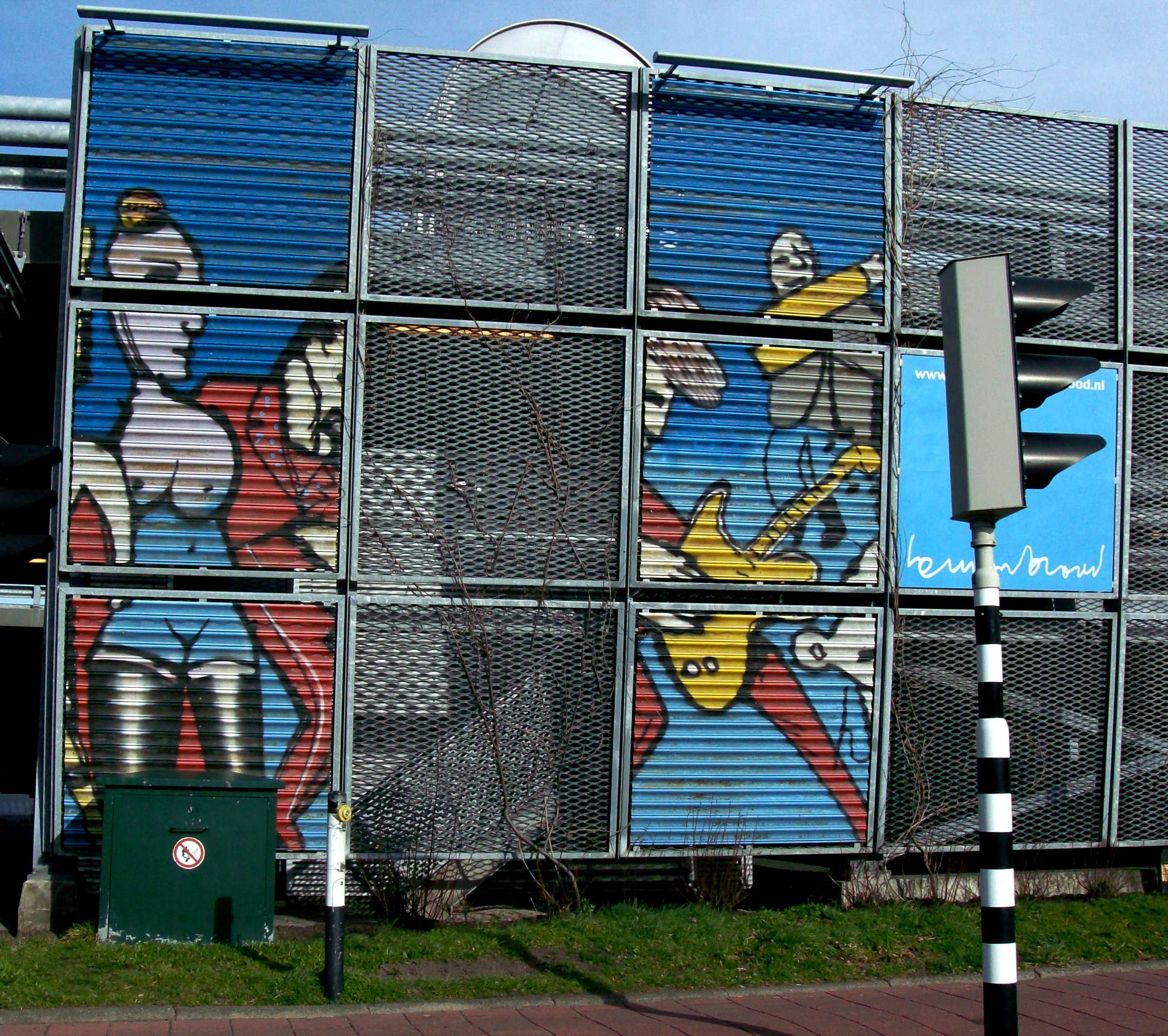
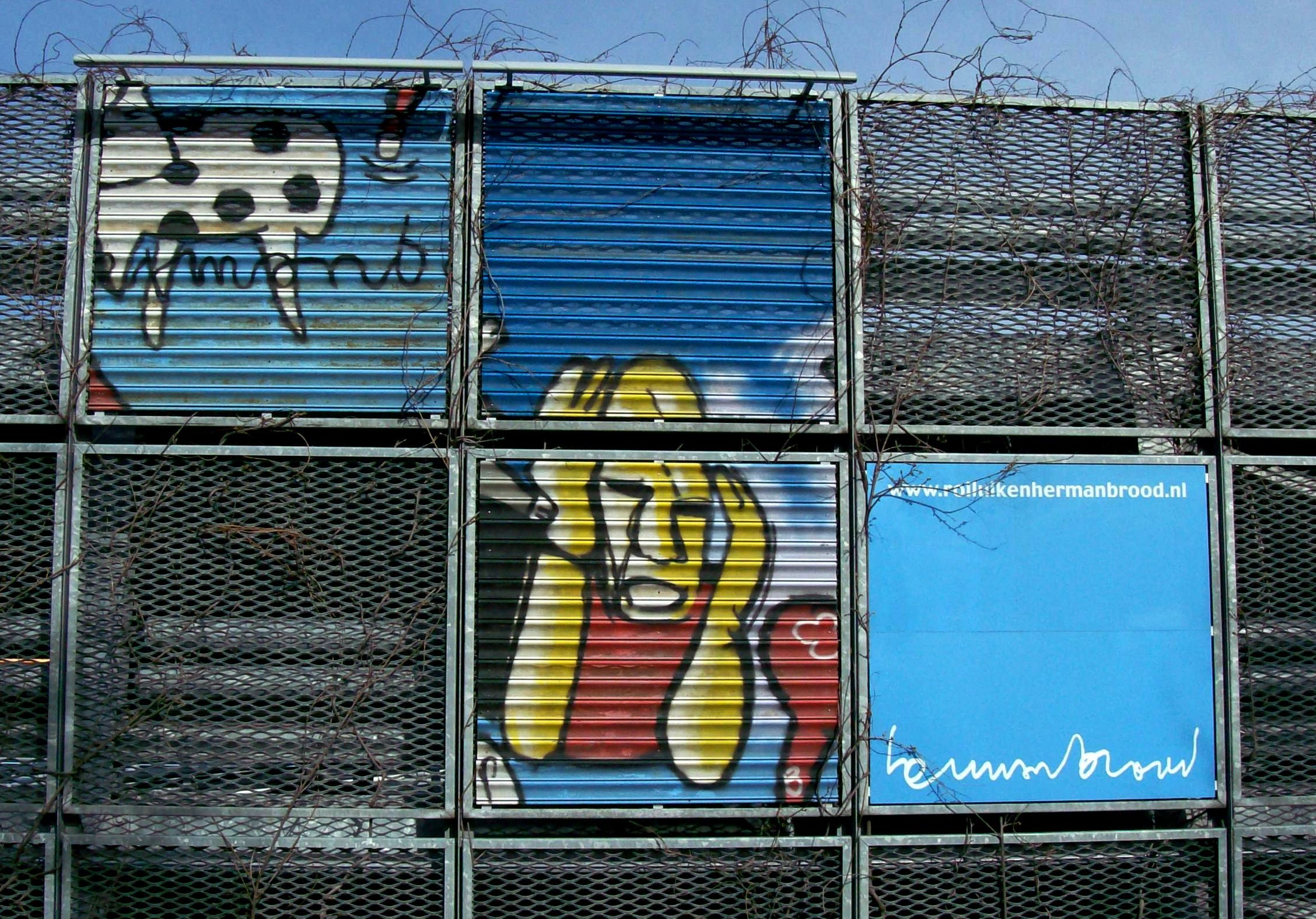
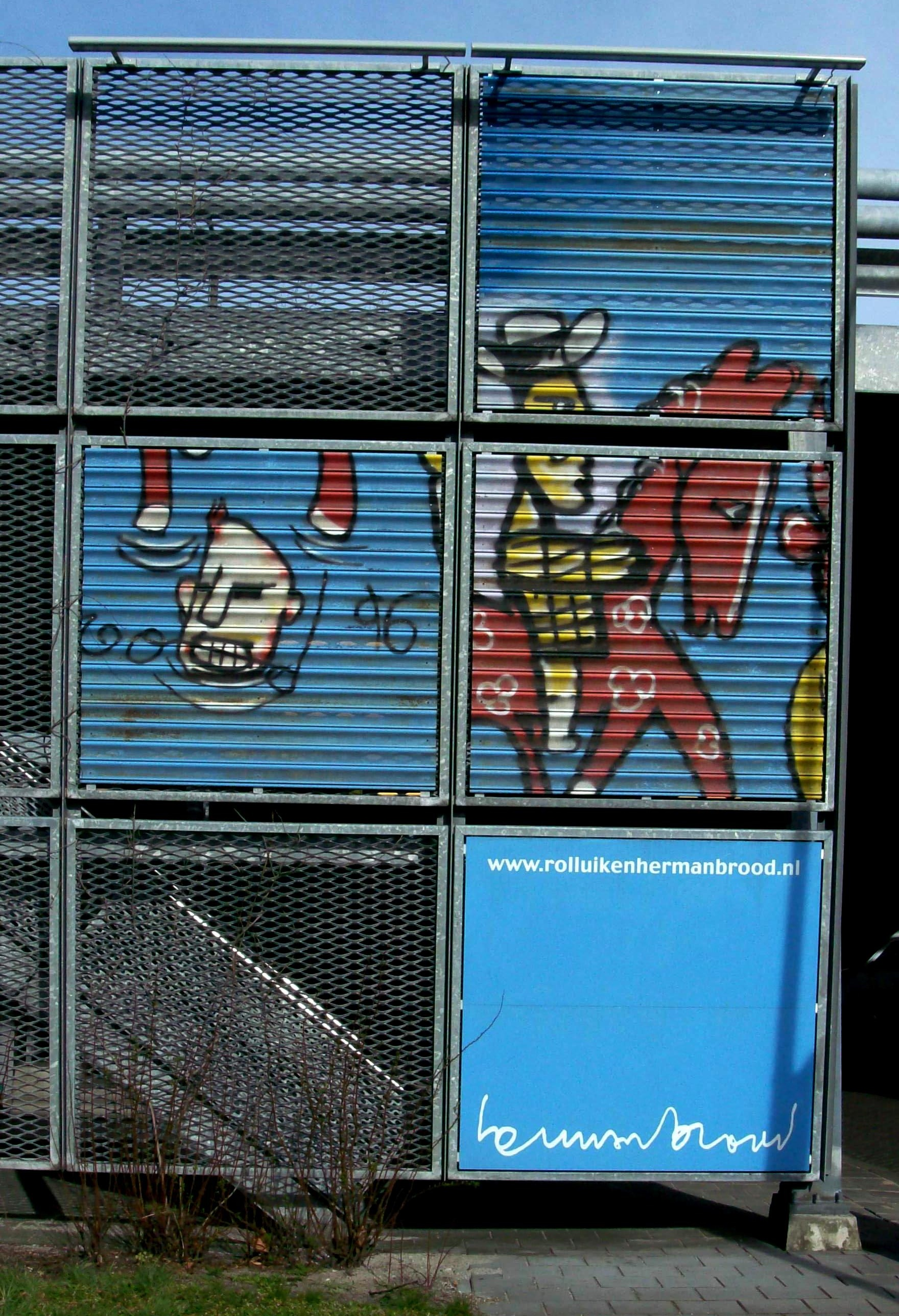
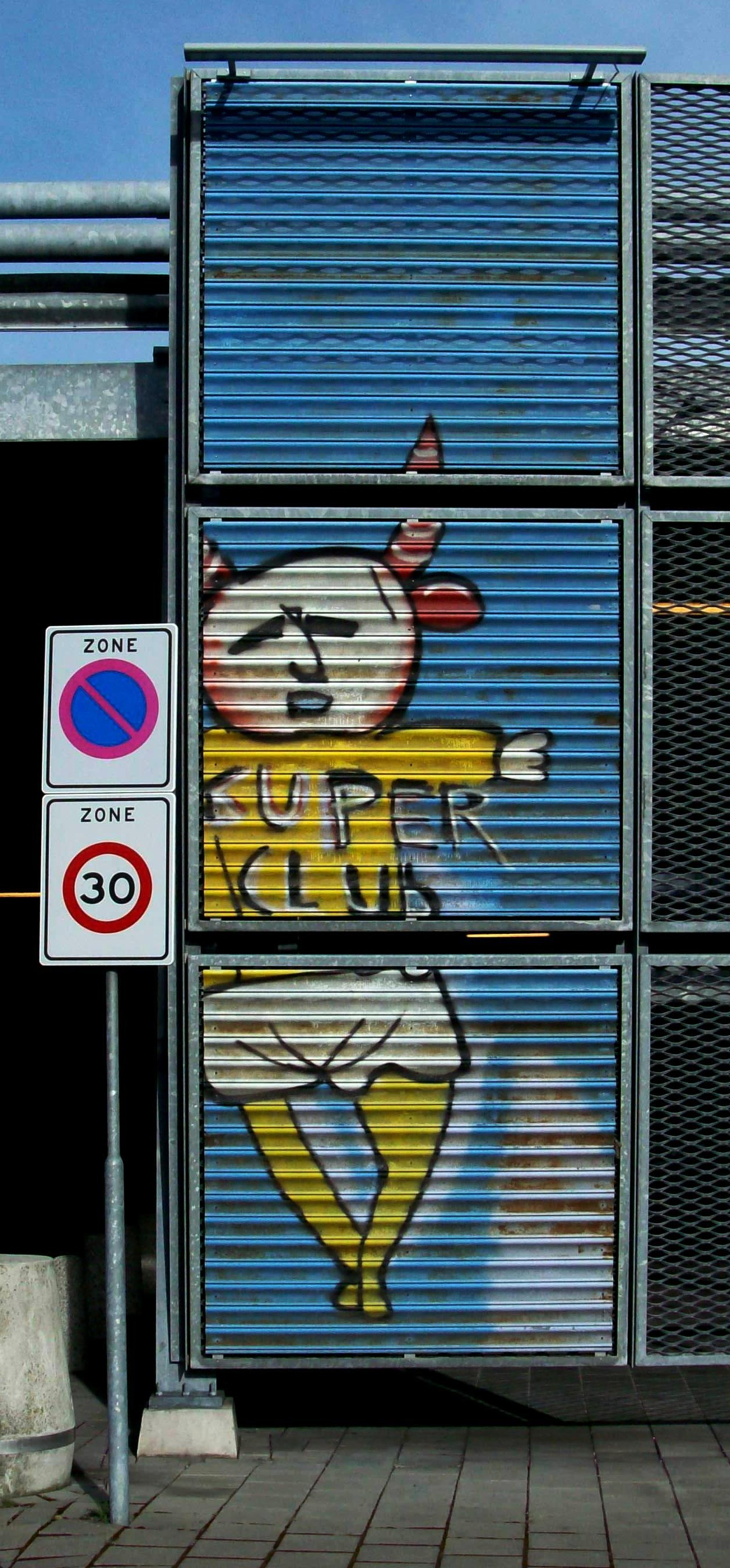
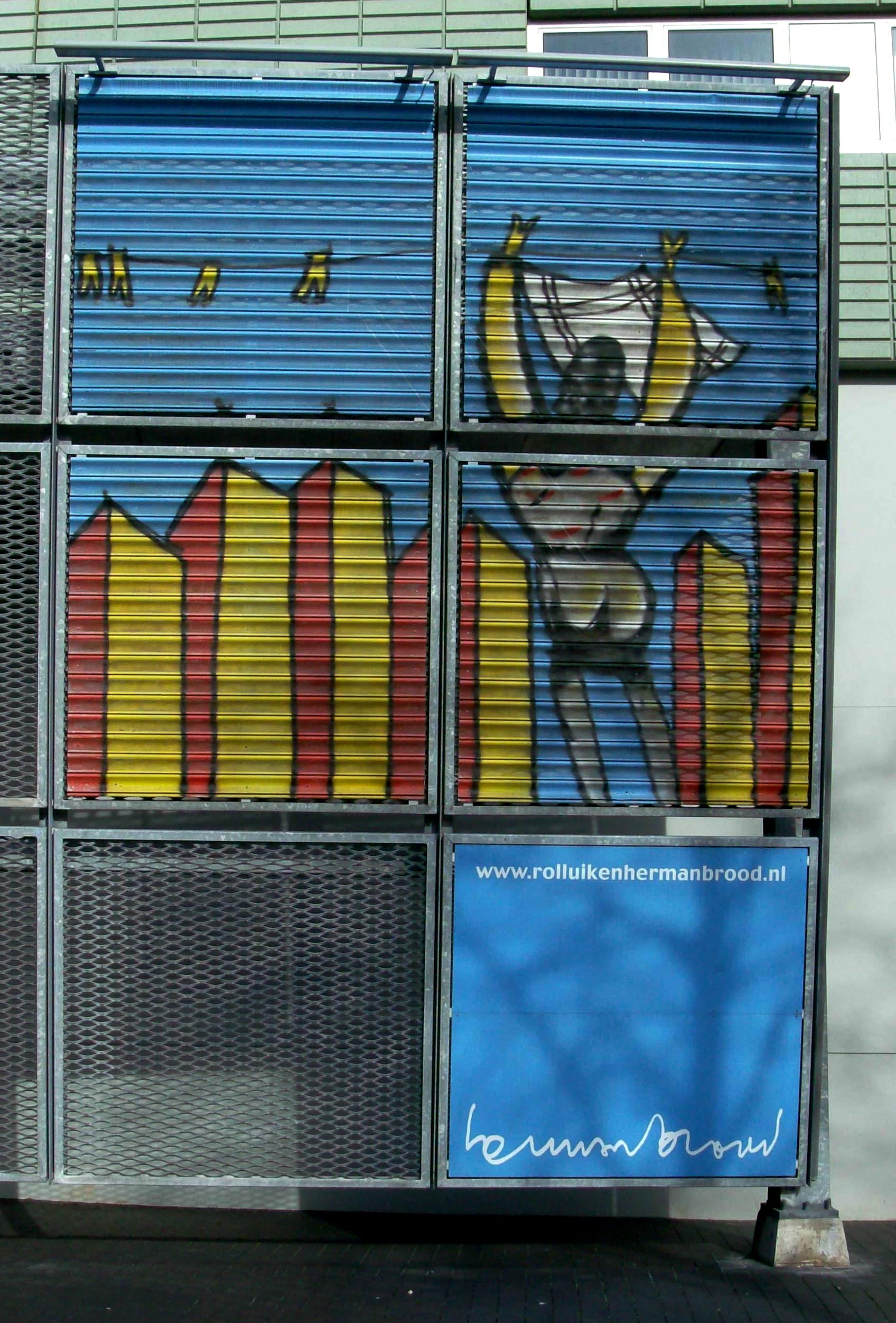

### Mall of the Netherlands
Op 6 maart 2014 ondertekenden de gemeente Leidschendam-Voorburg en eigenaar Unibail-Rodamco-Westfield een overeenkomst over de toekomst van winkelcentrum Leidsenhage. Na uitwerking van de plannen ging de renovatie in het najaar van 2016 van start. Het winkelcentrum werd in fases gesloopt en door nieuwbouw vervangen. Bij de renovatie zijn in 2017 onder de parkeerplaatsen opgravingen gedaan die resten aan het licht brachten van een 5000 jaar oude, op een strandwal gelegen boerderij.
Het nieuwe complex werd ontworpen door Roberto Meyer van MVSA. In het winkelcentrum, dat na afronding van de nieuwbouw tot Mall of the Netherlands is omgedoopt, was geen plaats meer voor kantoorruimte. De winkeloppervlakte werd door de nieuwbouw vergroot van 75.500 m² tot 116.000 m². Tevens maken een bioscoop en een food hall deel uit van het complex. De 2500 m² tellende versmarkt Fresh! met minstens 10 kiosken en 24 winkels was op 29 november 2018 het eerste deel van de Mall of the Netherlands dat werd geopend. Het complete vernieuwde complex werd geopend op 18 maart 2021.

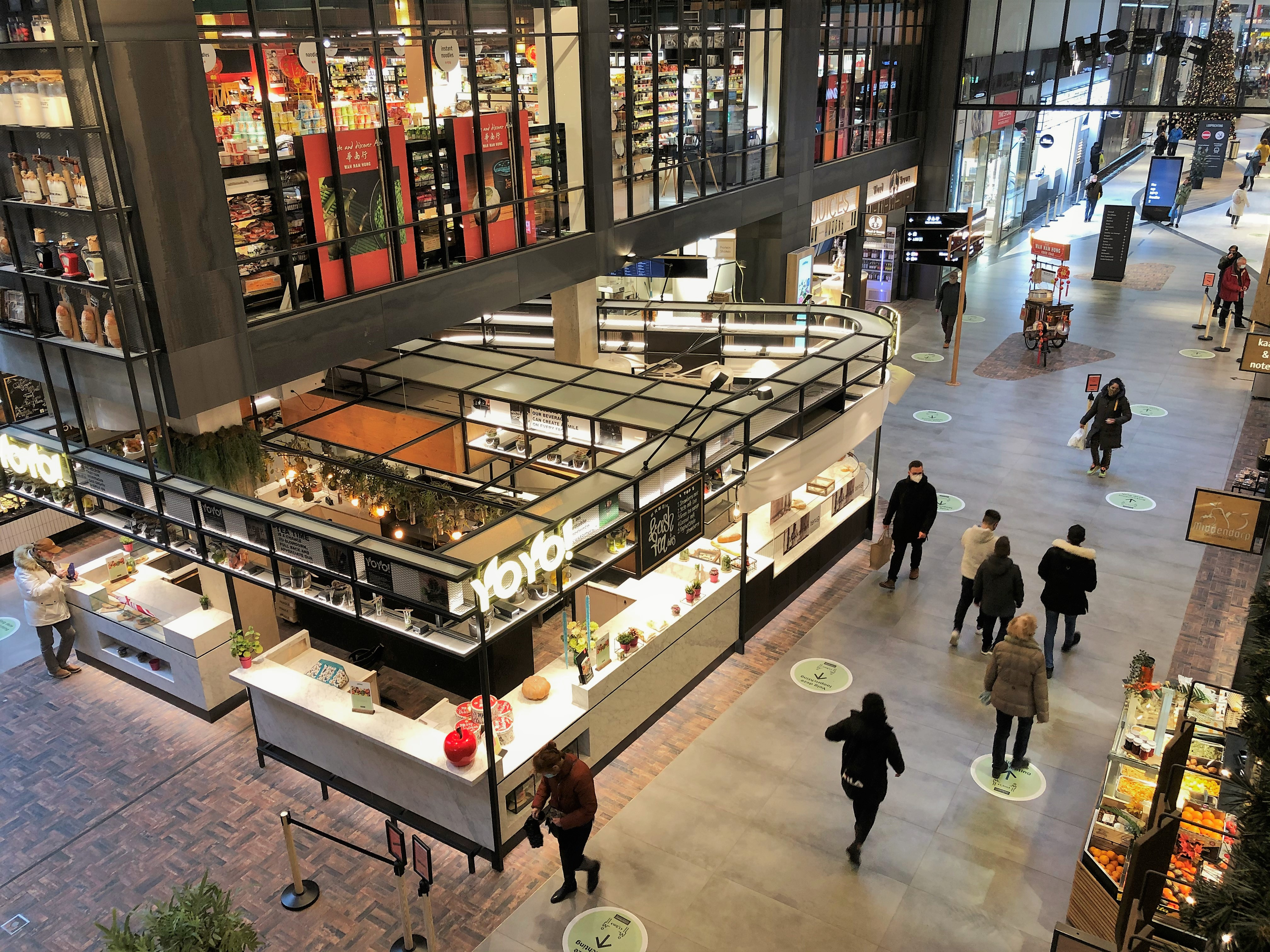
Interieur
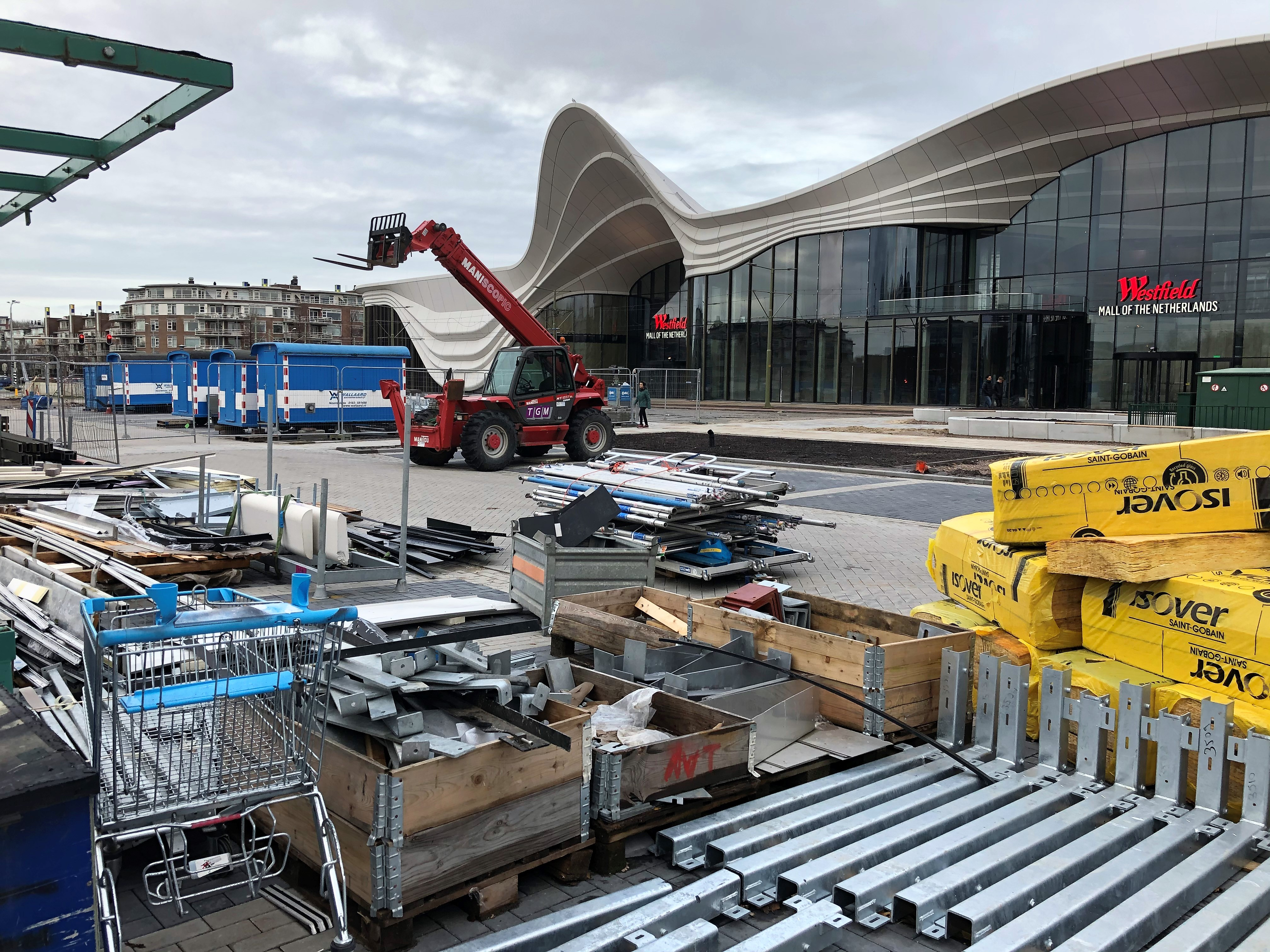
Bouwfoto 2020
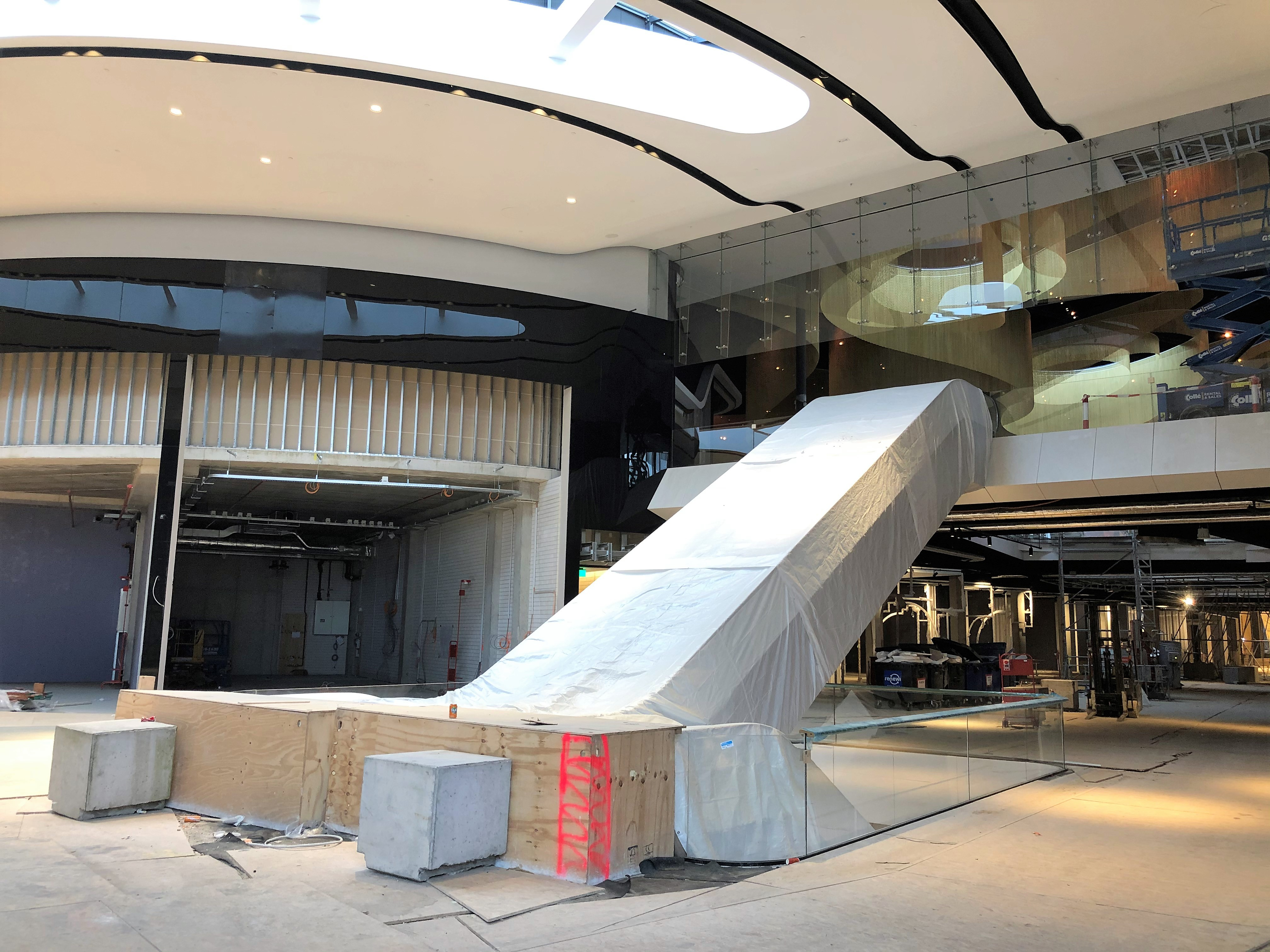
Bouwfoto 2020
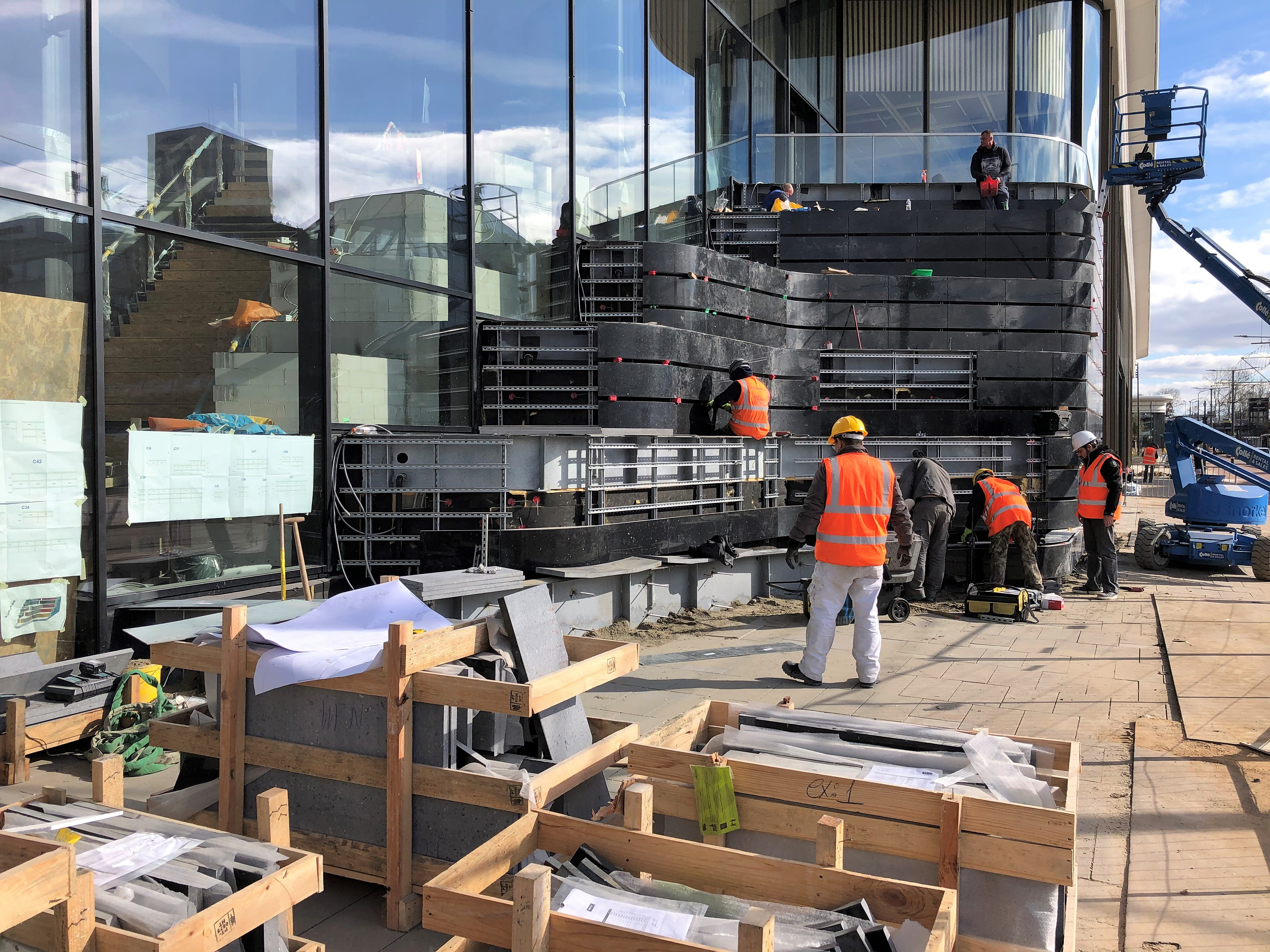
Bouwfoto 2020

## Ligging en bereikbaarheid
Het complex ligt binnen de rechthoek Heuvelweg — Burgemeester Banninglaan — Noordsingel — Weigelia (kloksgewijs). Op dinsdag is er markt aan de Weigelia, die de zuidoostzijde vormt. In de winter is er een drijvende schaatsbaan in de vijver bij het Zijdepark, dat aan de overzijde van de Weigelia ligt.
In 2003 werd de Sijtwendetunnel geopend, waardoor het winkelcentrum eenvoudiger te bereiken is vanaf de A4 (via aansluiting 8, Leidschendam) en de N44. In de nabijheid zijn tram- en bushaltes.
Naarmate het winkelcentrum bekender werd, steeg het verkeersaanbod. Hierdoor stonden er geregeld lange files. Dit leidde tot irritaties bij omwonenden. Samen met de wegbeheerders werd naar een oplossing gezocht.